# Chargey-lès-Port
Chargey-lès-Port ist eine französische Gemeinde im Département Haute-Saône in der Region Bourgogne-Franche-Comté. Sie gehört zum Arrondissement Vesoul und zum Gemeindeverband Terres de Saône.

## Geographie
Chargey-lès-Port liegt auf einer Höhe von 275 m über dem Meeresspiegel, sieben Kilometer nordwestlich von Port-sur-Saône und etwa 17 Kilometer nordwestlich der Stadt Vesoul (Luftlinie). Das Dorf erstreckt sich im zentralen Teil des Departements, an einem nach Südosten exponierten Hang westlich des Saônetals, am Ostfuß der Höhen des Bois de Chargey.
Die Fläche des 13,05 km² großen Gemeindegebiets umfasst einen Abschnitt im Bereich des oberen Saônetals. Der östliche Gemeindeteil wird von einer leicht gewellten Landschaft eingenommen, die sich allmählich nach Osten zur Alluvialniederung der Saône absenkt. In diesem Teil herrscht landwirtschaftliche Nutzung vor. Nach Westen leitet eine rund 60 m hohe Geländestufe zu den bewaldeten Höhen des Bois de Chargey und des Bois de Scey über, die den Rand des Plateaus von Combeaufontaine bilden. Mit 376 m wird auf einer Kuppe im Bois de Chargey die höchste Erhebung von Chargey-lès-Pont erreicht. In geologisch-tektonischer Hinsicht bestehen die Höhen aus einer widerstandsfähigen Kalkschicht der mittleren Jurazeit, während im östlichen Gemeindeteil eine Wechsellagerung von sandig-mergeligen und kalkigen Sedimenten der Lias (Unterjura) hervortritt. Auf dem gesamten Gemeindegebiet gibt es keine oberirdischen Fließgewässer, weil das Niederschlagswasser im verkarsteten Untergrund versickert.
Nachbargemeinden von Chargey-lès-Port sind Purgerot im Norden, Conflandey im Osten, Port-sur-Saône und Scey-sur-Saône-et-Saint-Albin im Süden sowie Arbecey im Westen.

## Geschichte
Überreste aus der gallorömischen Zeit weisen auf eine sehr frühe Besiedlung des Gebietes hin. Erstmals urkundlich erwähnt wird Chargey im Jahr 1209. Im Mittelalter gehörte das Dorf zur Freigrafschaft Burgund und darin zum Gebiet des Bailliage d’Amont. Die lokale Adelsfamilie de Chargey ist seit dem frühen 13. Jahrhundert belegt. Seit dieser Zeit hatte das Kloster Cherlieu die kirchliche Hoheit inne und besaß verschiedene Güter im Dorf. Zusammen mit der Franche-Comté gelangte Chargey mit dem Frieden von Nimwegen 1678 definitiv an Frankreich. Heute ist Chargey-lès-Port Mitglied des Gemeindeverbandes Terres de Saône.

## Bevölkerung
| Jahr                       | 1962 | 1968 | 1975 | 1982 | 1990 | 1999 | 2006 | 2014 | 2022 |
| Einwohner                  | 277  | 265  | 212  | 206  | 198  | 219  | 250  | 239  | 236  |
| Quellen: Cassini und INSEE |      |      |      |      |      |      |      |      |      |

Mit 236 Einwohnern (1. Januar 2022) gehört Chargey-lès-Port zu den kleinen Gemeinden des Départements Haute-Saône. Nachdem die Einwohnerzahl in der ersten Hälfte des 20. Jahrhunderts deutlich abgenommen hatte (1886 wurden noch 486 Personen gezählt), wurde seit Beginn der 1990er Jahre wieder ein leichtes Bevölkerungswachstum verzeichnet.

## Sehenswürdigkeiten
Die Kirche Saint-Didiern Chargey-lès-Port wurde im 18. Jahrhundert neu erbaut. Zur bemerkenswerten Ausstattung zählen ein Kruzifix aus dem 16. Jahrhundert, die Statue der Heiligen Anna und der Jungfrau (17. Jahrhundert) sowie Kanzel und Altar aus dem 18. Jahrhundert.
Im Dorf stehen fünf Kalvarienberge, von denen der älteste auf 1622 datiert ist.
Eines von zwei Lavoirs, die einst als Waschhaus und Viehtränke dienten, wurde 1822 errichtet und 1992 renoviert.

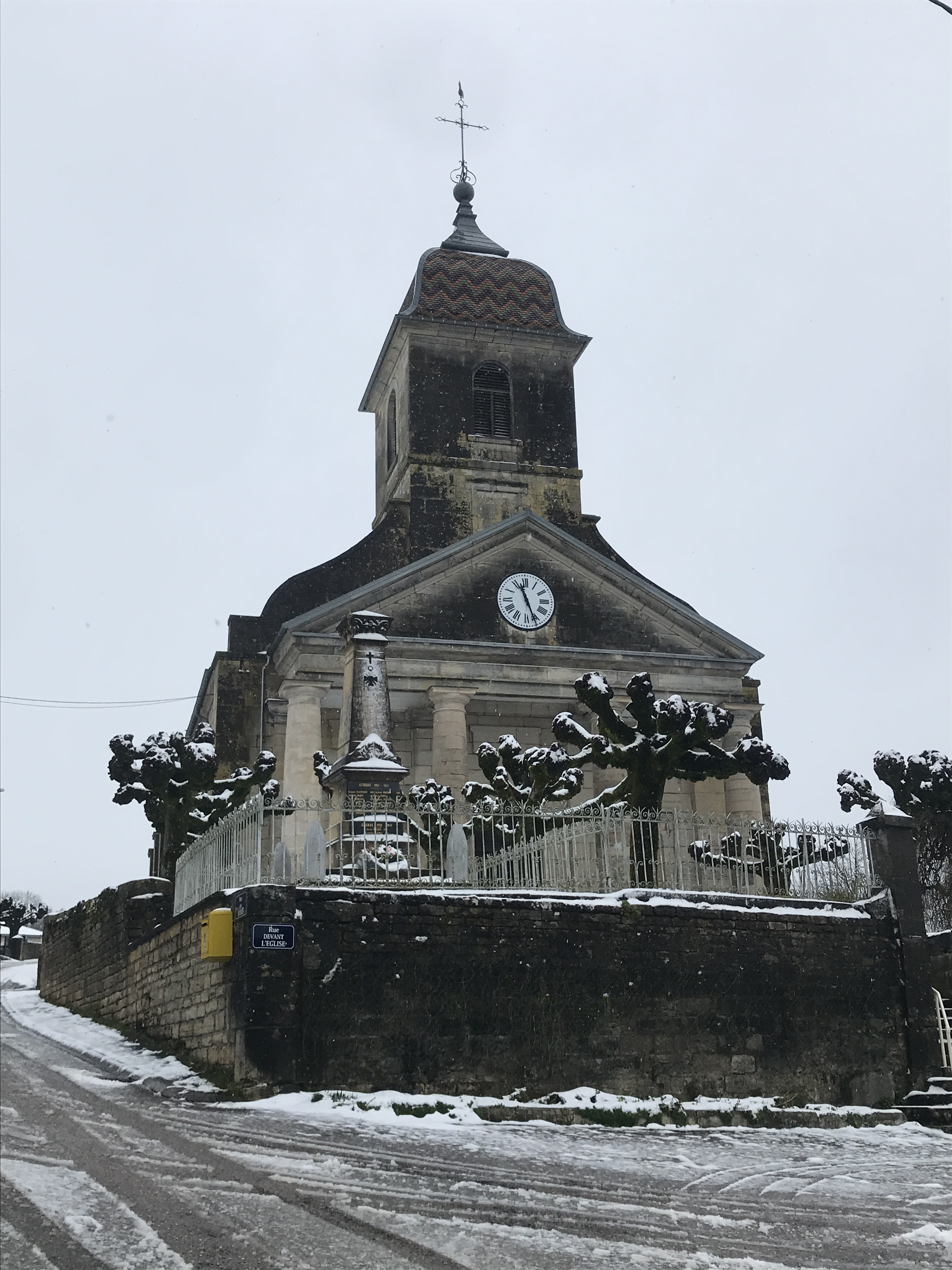
Kirche Saint-Didier
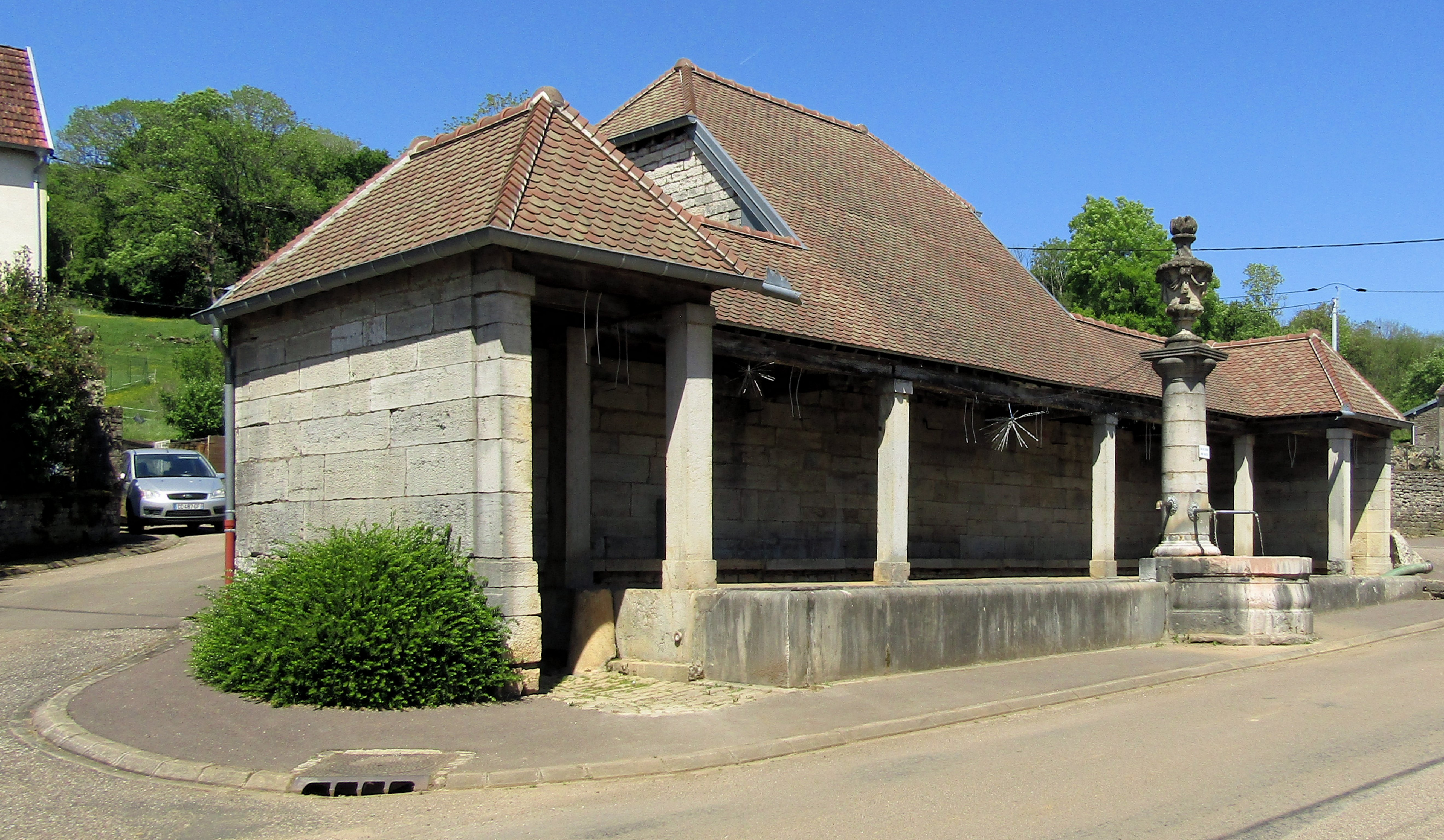
Renoviertes Lavoir in der Grande Rue
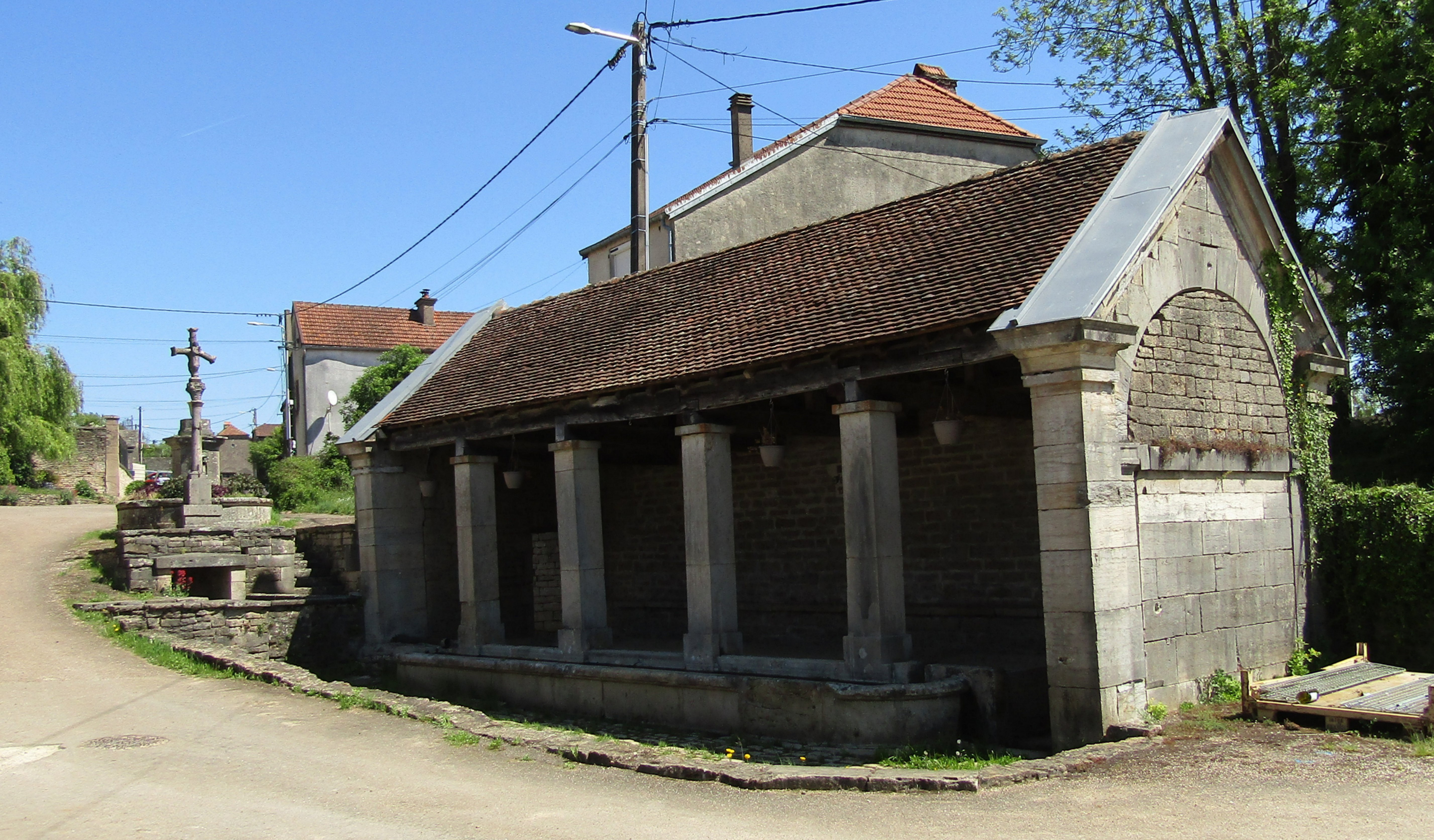
Lavoir in der Impasse du Cornot

## Wirtschaft und Infrastruktur
Chargey-lès-Port war bis weit ins 20. Jahrhundert hinein ein vorwiegend durch die Landwirtschaft (Ackerbau, Obstbau und Viehzucht) und die Forstwirtschaft geprägtes Dorf. Heute gibt es einige Betriebe des lokalen Kleingewerbes. In den letzten Jahrzehnten hat sich das Dorf zu einer Wohngemeinde gewandelt. Viele Erwerbstätige sind deshalb Wegpendler, die in den größeren Ortschaften der Umgebung und in der Agglomeration Vesoul ihrer Arbeit nachgehen.
Der Ort liegt abseits der größeren Durchgangsachsen nahe einer Departementsstraße, die von Port-sur-Saône nach Jussey führt. Eine weitere Straßenverbindung besteht mit Conflandey.